# 켄 마카
케네스 에드워드 마카(Kenneth Edward Macha, 1950년 9월 29일 ~ )는 미국의 전 프로 야구 선수이자 감독이다. 선수 시절에는 메이저 리그 베이스볼(MLB) 팀 피츠버그 파이리츠, 몬트리올 엑스포스, 토론토 블루제이스를 거쳐 일본 프로 야구(NPB)의 주니치 드래건스에서 뛰었다. 2003년부터 오클랜드 애슬레틱스의 감독을 맡아 팀을 4년간 이끌었으며, 2009년과 10년에는 밀워키 브루어스에서 감독직 생활을 했다.